# Чхиквадзе-Джакели, Любовь Ясоновна
Любовь Ясоновна Чхиквадзе-Джакели (1922, село Квемо-Акети, Гурийский уезд, ССР Грузия) — звеньевая колхоза имени Кагановича Ланчхутского района, Грузинская ССР. Герой Социалистического Труда (1951).

## Биография
Родилась в 1922 году в крестьянской семье в селе Квемо-Акети Ланчхутского района. После окончания местной школы трудилась обучалась в Батумском медицинском техникуме. Служила медработником в Красной Армии. Участвовала в Великой Отечественной войне. В послевоенные годы — звеньевая колхоза имени Кагановича Ланчхутского района.
В 1950 году звено под её руководством сдала с весенних выкормок тутового шелкопряда в среднем с каждой коробки грены по 506,3 килограмма коконов. Указом Президиума Верховного Совета СССР от 1 ноября 1951 года удостоена звания Героя Социалистического Труда за «получение в 1950 году высоких урожаев коконов тутового шелкопряда при выполнении колхозом обязательных поставок и контрактации по всем видам сельскохозяйственной продукции, натуроплаты за работу МТС и обеспеченности семенами всех культур для весеннего сева 1951 года» с вручением ордена Ленина и золотой медали «Серп и Молот» (№ 6429).
Этим же указом званием Героя Социалистического Труда была награждена звеньевая колхоза имени Кагановича Мария Кирилловна Глонти.
В последующем трудилась медицинской сестрой в селе Квемо-Акети.
После выхода на пенсию проживала в родном селе.
Награды
- Герой Социалистического Труда
- Орден Ленина
- Орден Отечественной войны 1 степени (11.03.1985)